# Godfrey Binaisa
Godfrey Lukongwa Binaisa, född 30 maj 1920 i Kampala, död 5 augusti 2010 i Makindye, Kampala, var en ugandisk politiker; president i Uganda mellan den 20 juni 1979 och den 12 maj 1980, då han störtades i en kupp ledd av Paulo Muwanga. Binaisa avled i sömnen den 5 augusti 2010.

### Webbkällor
- ”Former president Godfrey Binaisa dead”. The Independent. 5 augusti 2010. http://www.independent.co.ug/index.php/component/content/article/106-myblog/3312-former-president-godfrey-binaisa-dead. Läst 6 augusti 2010.